# Hala al-Karib
Hala al-Karib est une militante soudanaise, sur les relations hommes-femmes et les droits des femmes.

## Biographie
Hala al-Karib est née au Soudan, où elle passe son enfance, ainsi qu'au Canada. Au début de sa carrière, elle travaille au Soudan du Sud, à l'université de Djouba. Puis elle travaille dans une organisation pour les femmes de la Corne de l'Afrique qui combine les intérêts de 75 organisations dans neuf pays africains afin de réduire la subordination des femmes dans la Corne de l'Afrique .
Elle devient directrice régionale de cette organisation, l’Initiative stratégique (SIHA) pour les femmes dans la Corne de l’Afrique, pour laquelle elle dirige des programmes qui mettent en lumière la violence sexiste (dans la région au sens large). Elle est basée en Ouganda. SIHA publie un journal annuel Women in Islam et Hala Al-Harib en est la rédactrice en chef. La revue traite des « relations hommes-femmes et des droits des femmes au sein des communautés musulmanes de la Grande Corne de l'Afrique ».
En 2024, elle est citée par la BBC dans les 100 Women.